# New Zealand ved sommer-OL 2012
New Zealand deltog i Sommer-OL 2012 i London, som blev arrangeret i perioden 27. juli til 12. august 2012.

## Medaljer
| 2012 London | Guld | Sølv | Bronze | Total |
| New Zealand | 6    | 2    | 5      | 13    |